# درهم إماراتي
الدرهم هو الوحدة الأساسية لعملة الإمارات العربية المتحدة صادرة عن مصرف الإمارات العربية المتحدة المركزي،، ينقسم الدرهم إلى 100 فلس، ويرتبط بالدولار الأمريكي بسعر صرف ثابت يبلغ حوالي 3.67 درهم إماراتي مقابل دولار أمريكي واحد.

## تاريخه

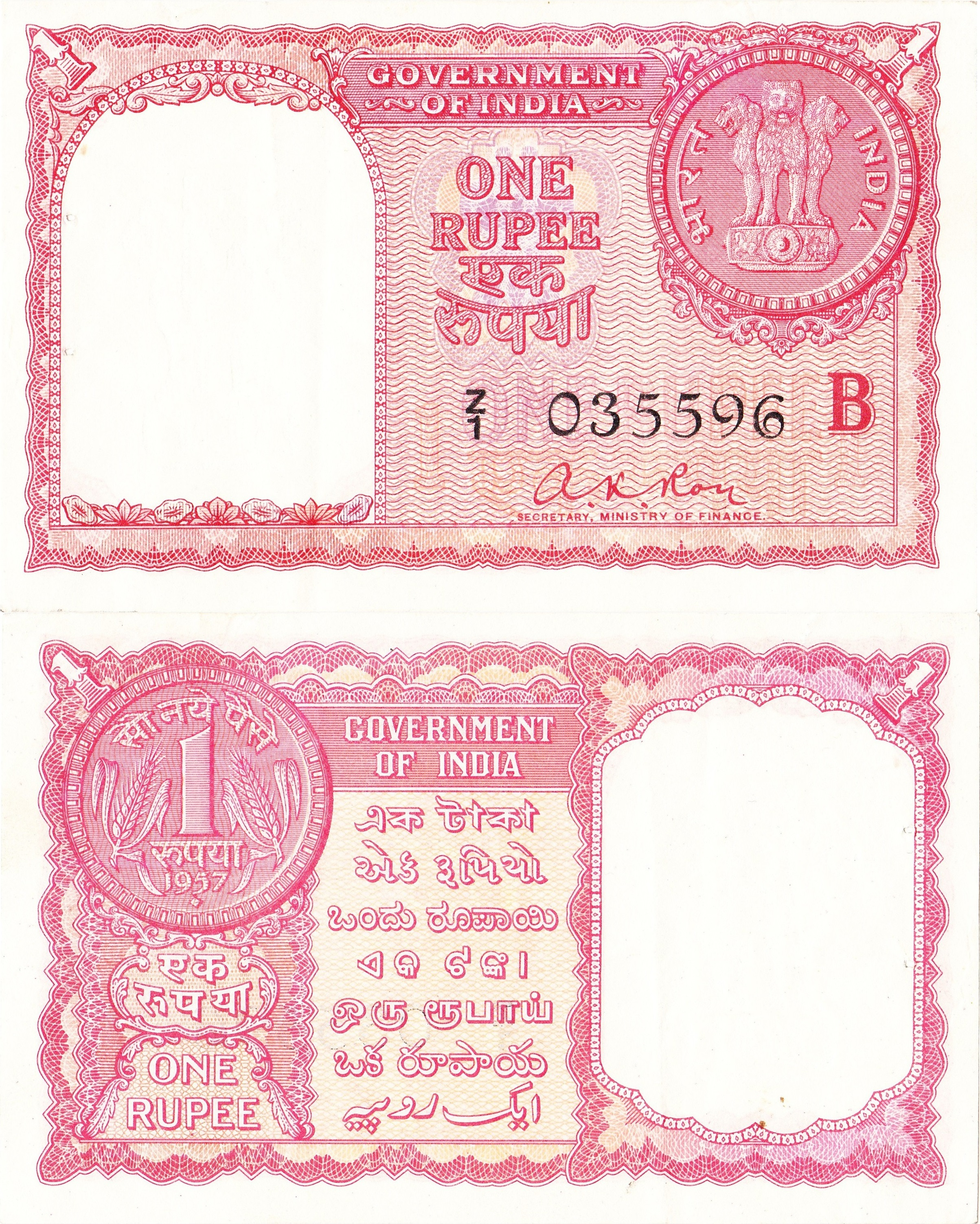
الروبية الخليجية المتداولة قبل اصدار الدرهم في الامارات

طرح الدرهم الإماراتي لأول مرة في 19 مايو من سنة 1973 بديلا للدينار البحريني (أصدرته البحرين عام 1965 بديلا للروبية واستخدمته إمارة أبوظبي.) ولريال قطر ودبي (الذي أصدره مجلس نقد قطر ودبي عام 1966) استخدم في دبي وباقي الإمارات الخمس. واستخدم الريال السعودي مؤقتا من شهر يونيو 1966 لمدة أربعة أشهر حتى شهر سبتمبر من نفس السنة بديلا للروبية الخليجية في إمارة دبي وباقي الإمارات حتى إصدار ريال قطر ودبي ماعدا إمارة أبوظبي التي استخدمت الدينار البحريني بديلا للروبية الخليجية.
في 19 مايو 1973 تم استبدال الريال السعودي بواقع ريال واحد قطر ودبي وعشرة دراهم مقابل الدينار البحريني، وتم استبدال ما مجموعه 12,9 مليون دينار و131 مليون ريال مقابل طرح 260 مليون درهم في التداول. وكانت دول الخليج العربي ممثلة في الكويت، البحرين، قطر، عمان، والإمارات المتصالحة (أبوظبي، دبي، الشارقة، عجمان، أم القيوين، رأس الخيمة، والفجيرة) تستخدم الروبية الهندية منذ عام 1951. وفي سنة 1959 استبدلت بما كان يعرف بالروبية الخليجية والتي كانت تساوي الروبية الهندية في القيمة والشكل والحجم وتختلف عنها في اللون فقط. وقد تم إصدارها بترتيب خاص بين إمارات الخليج والحكومة البريطانية التي كانت ترعى مصالح هذه الإمارات من جانب والحكومة الهندية من جانب آخر. حيث تم الاتفاق على أن يصدر بنك الاحتياط الهندي العملة الجديدة وتقوم إمارات الخليج بشرائها بالجنيه الإسترليني كل حسب حاجته من العملة لتداولها بين شعوبه وتسيير أموره الاقتصادية والمعيشية وكذلك في حالة رغبة أي من الحكومات إعادة الروبية إلى بنك الاحتياط الهندي فعلى البنك إعادة المقابل بالجنيه الإسترليني بدون نقصان في القيمة.

## الفئات المتداولة
في 20 مايو 1973 أصدر مجلس النقد الإماراتي أوراق نقدية من فئات 1 و5 و10 و50 و100 درهم؛ صدرت ورقة نقدية بقيمة 1000 درهم في 3 يناير 1976. تم تقديم سلسلة ثانية من الأوراق النقدية في عام 1982 والتي حذفت الأوراق النقدية من فئة 1 درهم و1000 درهم. تم طرح الأوراق النقدية من فئة 500 درهم في عام 1983، تلتها 200 درهم في عام 1989. وأعيد طرح الأوراق النقدية من فئة 1000 درهم في عام 2000. الأوراق النقدية متاحة حالياً بفئات 5 دراهم (بني)، 10 دراهم (أخضر)، 20 درهم (أزرق فاتح)، دراهم. 50 درهم (أرجواني)، 100 درهم (وردي)، 200 درهم (أخضر/بني)، 500 درهم (أزرق داكن)، 1000 درهم (أزرق مخضر).
نصوص الوجه مكتوبة باللغة العربية مع أرقام بالأرقام العربية الشرقية؛ النصوص العكسية باللغة الإنجليزية مع أرقام بالأرقام العربية. أما فئة الـ 200 درهم فهي نادرة حيث تم إنتاجها فقط في عام 1989؛ كل ما يتم تداوله اليوم يأتي من أسهم البنوك. تمت إعادة إصدار الفئة 200 درهم منذ ذلك الحين وهي الآن متداولة منذ أواخر مايو 2008 – وقد أعيد إصدارها بلون مختلف؛ الأصفر/البني ليحل محل اللون الأخضر/البني الأقدم.
في 22 مارس 2008، أصدر البنك المركزي لدولة الإمارات العربية المتحدة ورقة نقدية بقيمة 50 درهماً. كان خيط الأمان عبارة عن خيط أمان على النوافذ متغير اللون بعرض 3 مم ومزود بـ UAE 50 منزوع المعدن، وكان يحمل شعار النبالة الجديد. في 7 ديسمبر 2021، تم إصدار ورقة نقدية من البوليمر بقيمة 50 درهمًا معاد تصميمها للاحتفال باليوبيل الذهبي للدولة في 2 ديسمبر 2021، مما يجعلها أول ورقة نقدية من البوليمر في دولة الإمارات العربية المتحدة. تم طرح الأوراق النقدية البوليمرية الجديدة الإضافية بقيمة 5 و10 دراهم في 21 أبريل 2022، مع إصدار فئة 1000 درهم في النصف الأول من عام 2023، ويقال أنه تم طرح الورقة النقدية فئة 500 درهم في 30 نوفمبر 2023.
| الأوراق النقدية المتداولة حالياً 2021-الان | الأوراق النقدية المتداولة حالياً 2021-الان | الأوراق النقدية المتداولة حالياً 2021-الان | الأوراق النقدية المتداولة حالياً 2021-الان | الأوراق النقدية المتداولة حالياً 2021-الان | الأوراق النقدية المتداولة حالياً 2021-الان |
| الصورة                                    | الصورة                                    | القيمة                                    | اللون الأساسي                             | الوصف                                     | الوصف                                     |
| الأمامية                                  | الخلفية                                   | القيمة                                    | اللون الأساسي                             | الوجه االأمامي                            | الوجه الخلفي                              |
| ----------------------------------------- | ----------------------------------------- | ----------------------------------------- | ----------------------------------------- | ----------------------------------------- | ----------------------------------------- |
|                                           |                                           | 5 درهم                                    | أحمر فاتح وأصفر                           | السوق المركزي في الشارقة                  | منظر طبيعي في إحدى الإمارات الشمالية      |
|                                           |                                           | 10 درهم                                   | أخضر                                      | جامع الشيخ زايد                           | مدرج خورفكان الأثري                       |
|                                           |                                           | 20 درهم                                   | أزرق                                      | خور دبي للغولف واليخوت                    | قارب شراعي بحري                           |
|                                           |                                           | 50 درهم                                   | أزرق وأحمر فاتح                           | غزال المها                                | قلعة الجاهلي الموجودة في مدينة العين      |
|                                           |                                           | 100 درهم                                  | أحمر                                      | حصن الفهيدي                               | مبنى التجارة                              |
|                                           |                                           | 200 درهم                                  | أصفر                                      | مدينة زايد الرياضية                       | البنك المركزي                             |
|                                           |                                           | 500 درهم                                  | أزرق                                      | الصقر                                     | مسجد في إمارة دبي                         |
|                                           |                                           | 1000 درهم                                 | أزرق فاتح                                 | قصر الحصن                                 | شارع الكورنيش                             |

### العملات المعدنية
عام 1973 تم إدخال العملات المعدنية من فئات 1 و5 و10 و25 و50 فلس ودرهم واحد. يتم سك عملات الـ 1، 5، و10 فلس من البرونز، والفئات الأعلى من النحاس والنيكل. وكانت عملات الفلس بنفس حجم وتركيب العملات المعدنية المقابلة لدرهم قطر ودبي. عام 1995 تم تخفيض حجم العملات المعدنية من فئة 5 فلس، و10 فلس، و50 فلسًا، والدرهم الواحد، وأصبحت العملات المعدنية الجديدة من فئة 50 فلسًا على شكل منحنى متساوي الأضلاع وسباعي الأضلاع.
تتم كتابة القيمة والأرقام الموجودة على العملات المعدنية بالأرقام العربية الشرقية والنص باللغة العربية. نادرًا ما يتم استخدام العملات المعدنية من فئة 1 و5 و10 فلس في الحياة اليومية، لذلك يتم تقريب جميع المبالغ لأعلى أو لأسفل إلى أقرب مضاعفات 25 فلسًا. تعتبر العملة المعدنية بقيمة 1 فلس نادرة ولا يتم تداولها بشكل كبير. عند إجراء التغيير، هناك خطر الخلط بين العملة القديمة من فئة 50 فلسًا والعملة الحديثة من فئة 1 درهم، لأن العملات المعدنية بنفس الحجم تقريبًا.
منذ عام 1976 قام مجلس النقد في دولة الإمارات العربية المتحدة بسك العديد من العملات التذكارية التي تحتفل بأحداث مختلفة وحكام دولة الإمارات العربية المتحدة.
| العملات المعدنية المتداولة حالياً | العملات المعدنية المتداولة حالياً | العملات المعدنية المتداولة حالياً | العملات المعدنية المتداولة حالياً | العملات المعدنية المتداولة حالياً | العملات المعدنية المتداولة حالياً | العملات المعدنية المتداولة حالياً | العملات المعدنية المتداولة حالياً | العملات المعدنية المتداولة حالياً                        | العملات المعدنية المتداولة حالياً                                                                                    |
| الصورة                           | الصورة                           | القيمة                           | المعايير الفنية                  | المعايير الفنية                  | المعايير الفنية                  | المعايير الفنية                  | المعايير الفنية                  | الوصف                                                   | الوصف |
| الأمامية                         | الخلفية                          | القيمة                           | قطر الدائرة                      | السماكة                          | الوزن                            | الحافة                           | الشكل                            | الوجه االأمامي                                          | الوجه الخلفي |
| -------------------------------- | -------------------------------- | -------------------------------- | -------------------------------- | -------------------------------- | -------------------------------- | -------------------------------- | -------------------------------- | ------------------------------------------------------- | --- |
|                                  |                                  | 25 فلس                           | 20 mm                            | 1.5 mm                           | 3.5 g                            | مجلي                             | دائري                            | غزال يواجه الي اليسار مع تاريخ السنة الهجرية والميلادية | بالعربي "الامارات العربية المتحدة" أسفلها "٢٥" ، أسفلها "فلساً" وأسفلها باللغة الانجليزية "الإمارات العربية المتحدة" |
|                                  |                                  | 50 فلس                           | 21 mm                            | 1.7 mm                           | 4.4 g                            | ناعم                             | سباعي                            | ثلاثة أبراج نفطية أدناها تاريخ السنة الهجرية والميلادية | بالعربي "الامارات العربية المتحدة" أسفلها "٥٠" ، أسفلها "فلساً" وأسفلها باللغة الانجليزية "الإمارات العربية المتحدة" |
|                                  |                                  | 1 درهم                           | 24 mm                            | 2 mm                             | 6.1 g                            | مجلي                             | دائري                            | الدلة مع تاريخ السنة الهجرية والميلادية                 | بالعربي "الامارات العربية المتحدة" أسفلها "١" ، أسفلها "فلساً" وأسفلها باللغة الانجليزية "الإمارات العربية المتحدة"  |

## وصلات خارجية
- مصرف الإمارات العربية المتحدة المركزي
- قطعة نقدية من دولة الإمارات العربية المتحدة (كتالوج ومعرض)
- سعر الدرهم الإماراتي الان